# Zbór Kościoła Chrześcijan Baptystów w Rokitnie-Okczynie
Zbór Kościoła Chrześcijan Baptystów w Rokitnie-Okczynie – zbór Kościoła Chrześcijan Baptystów znajdujący się w Rokitnie, przy ulicy Michałki 57.
Nabożeństwa odbywają się w każdą niedzielę o godzinie 10:00.